# مارسين دراجير
مارسين دراجير (بالبولندية: Marcin Drajer)‏ هو لاعب كرة قدم بولندي في مركز الدفاع، ولد في 21 أغسطس 1976 في بوزنان في بولندا. لعب مع بولونيا وارسو ودايسكوبوليا غرودجيسك ويلكوبولسكي ولخ بوزنان.

## وصلات خارجية
- مارسين دراجير على موقع الاتحاد الدولي (مؤرشف)  (الإنجليزية)
- مارسين دراجير على موقع قاعدة بيانات كرة القدم.إي يو (الإنجليزية)